# Aeroport de Guernsey
L'Aeroport de Guernsey (en anglès: Guernsey Airport) (IATA: GCI, ICAO: EGJB) és l'aeroport més gran de la Bailía de Guernsey i és l'únic aeroport a l'illa de Guernsey. Es troba a Forest, una parròquia a Guernsey, a 2,5 milles nàutiques (4,6 km; 2,9 milles). A l'oest sud-oest del Port de Sant Peter.
L'aeroport va ser inaugurat oficialment el 5 de maig del 1939. No obstant això, els serveis aeris regulars es van iniciar a l'octubre de 1946. El 1948, BEA operava un servei diari a Southampton utilitzant avions Douglas DC- 3. Des de 1951, Jersey Airlines té serveis regulars a Southampton els caps de setmana utilitzant avions biplans de vuit seients.